# Symmetrodonta
Ordre
Les Symmetrodonta sont un ordre fossile de mammifères du Mésozoïque.

## Classification
L'ordre des Symmetrodonta est décrit par George Gaylord Simpson en 1925.

## Présentation
Symmetrodonta est un groupe basal de mammifères du Mésozoïque, caractérisé par l'aspect triangulaire des molaires vus de dessus et l'absence de puits -développé talonide.
Le groupe traditionnel des symmétrodontes s'étend du dernier Trias au Crétacé supérieur.
Une espèce, Spalacotheridium noblei, se distingue par sa petite taille. C'est l'un des plus petits mammifères connus. Chaque molaire mesure un peu plus de 1/100e de pouce de diamètre.
Les Symmetrodonta sont généralement rares et mal représentés dans les archives fossiles. Il reste tout à fait possible qu'ils ne représentent pas une catégorie phylogénétique discrète, mais avec une série d'intermédiaires entre les triconodonts, d'une part, et les dryolestoids et therians, d'autre part. Au moins certains genres de symmétrodontes peuvent même être de vrais therians et faire partie du clade (contesté) Trituberculata.
Des sous−groupes particuliers de Symmetrodonta sont mieux étudiés, par ex. Spalacotheriidae, qui a des dents molariformes à angles aigus, des talonides fortement réduits et des cingulides antérieurs et postérieurs bien visibles.

## Liste de familles et genres
- - Famille Kuehneotheriidae
    - Genre Kuehneotherium
    - Genre Delsatia
    - Genre Kotatherium

  - Famille Spalacolestidae
  - Famille Spalacotheriidae
    - Genre Spalacotherium
    - Genre Shalbaatar

  - Famille Tinodontidae
    - Genre Tinodon
    - Genre Gobiotheriodon

  - Famille Woutersiidae
    - Genre Woutersia